# Elles i jo
Elles i jo (originalment en francès, Elles et Moi) és una pel·lícula francoespanyola del 2008 dirigida per Bernard Stora i dividida en dues parts. S'ha doblat al català per TV3.

## Sinopsi
Gener de 1939. La caiguda de Barcelona declara la derrota dels republicans espanyols, i 500.000 persones es veuen obligades a exiliar-se. Arribades a França, desarmen i internen els homes en camps, i traslladen les seves famílies a campaments improvisats, molts a Ardecha. Elles i jo segueix el destí de la família Esteva durant aquells mesos terribles i els cinc anys de guerra que seguiran.
Mentre en Lluís es nega a acceptar la derrota i somia amb una victòria futura, la Pilar busca sobretot sobreviure i criar els seus fills, l'Isabel i l'Ignacio. Ella sap que aquest nou país serà seu durant molt de temps i malgrat les dificultats, intenta integrar-se. Seixanta anys després, Isabel Esteva, convertida en una dissenyadora de moda de fama mundial, recorda la seva vida problemàtica.

## Repartiment
- Ariadna Gil: Pilar Esteva
- Àstrid Bergès-Frisbey: Isabel Esteva
- Danielle Darrieux: Isabel Esteva als 80 anys
- Montserrat Carulla: Esperanza, mare de la Pilar
- Julie Depardieu: Alice Brunetti
- Jean-Pierre Marielle: Emile de Montellier
- Nicolas Vaude: Henri de Montellier
- Martine Chevallier: Blanche de Montellier
- Isabelle Sadoyan: Madame Bonel
- Guillaume Gallienne: Robert
- Bernard Blancan: Rafael
- Luis Rego: Jo Morales
- Serge Riaboukine: Warrant Rouquette
- Anouchka Vézian: dona de l'estació de Le Pouzin